# Pliva (parroquia)

Las župas del Reino de Croacia de la Alta Edad Media según De Administrando Imperio en el.

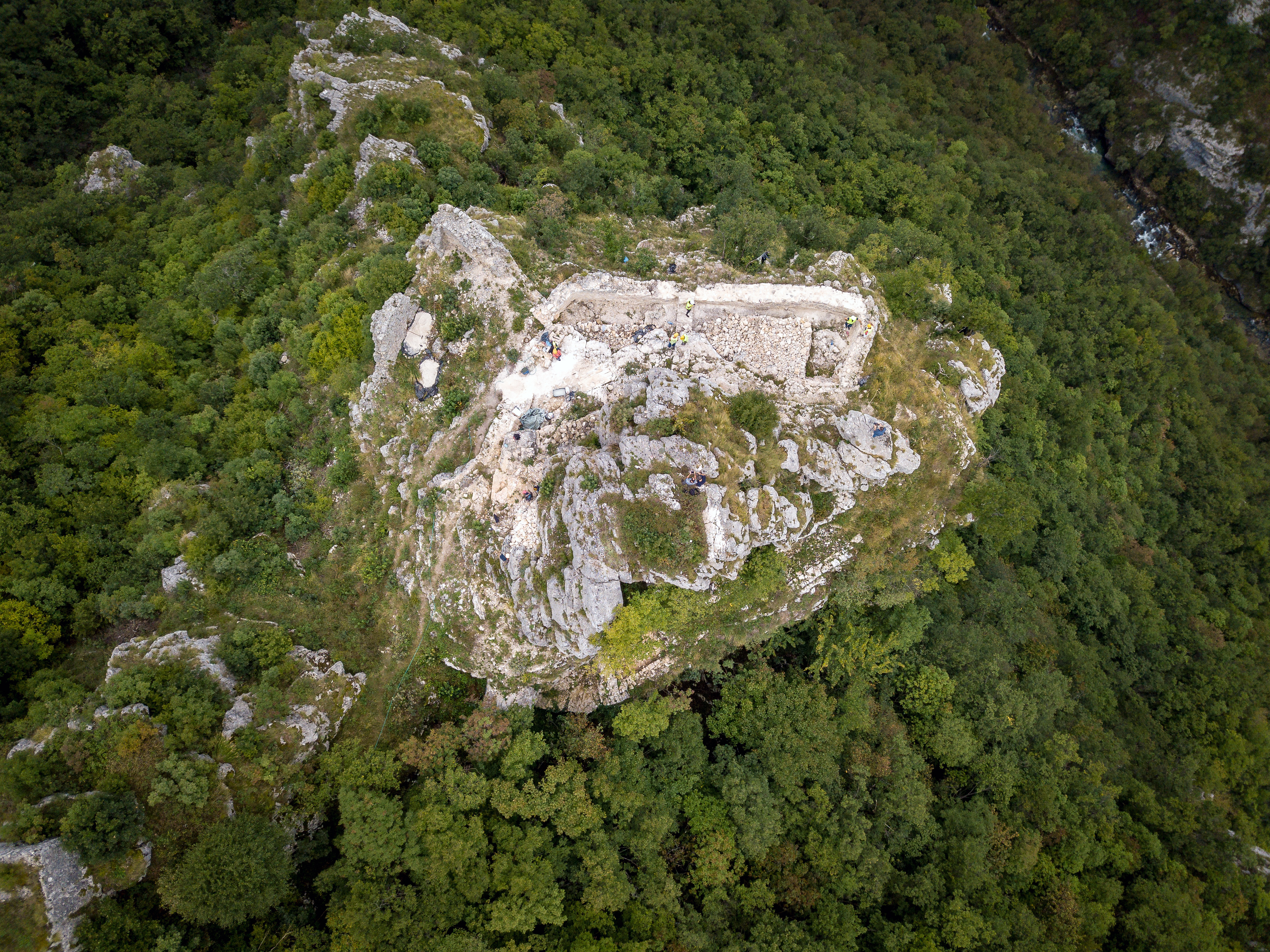
Fortaleza de Sokograd.

La parroquia de Pliva fue un territorio medieval en la transición del valle del río Vrbas al valle del río Sana, en Bosnia y Herzegovina.
Fue una de las once parroquias medievales más antiguas de la Croacia costera, mencionadas por el emperador bizantino Constantino VII Porfirogéneta en su obra De Administrando Imperio, escrita en el siglo X.
Desde la época del ban Kulin hasta el gobierno del ban Esteban II, Pliva fue una región fronteriza (Krajina) dentro del reino medieval de Bosnia y parte de la región de Donji Kraji. Se extendía al noroeste de la parroquia de Uskoplje, y su centro era la ciudad de Soko, bajo la cual el rey húngaro Luis I emitió tres documentos oficiales.
En 1366, tras defender con éxito la ciudad de Soko, el duque Vukac Hrvatinić recibió, como recompensa por su leal servicio, la parroquia de Pliva "de frontera a frontera", mediante una carta otorgada por el ban Tvrtko I. Pliva fue uno de las parroquias más extensas, abarcando las cuencas de los ríos Janj y Pliva, así como las laderas del monte Vitorog.
Durante la época romana y la Edad Media, por esta región pasaba la llamada "Ruta de la Sal", a través de la cual la sal llegaba al interior desde Split, pasando por Livno, Duvno y Kupres.